# Hans Krankl
Johann "Hans" Krankl (født 14. februar 1953 i Wien) er en tidligere østrigsk landsholdspiller, der bl.a. har spillet for FC Barcelona.